# محمد ششم

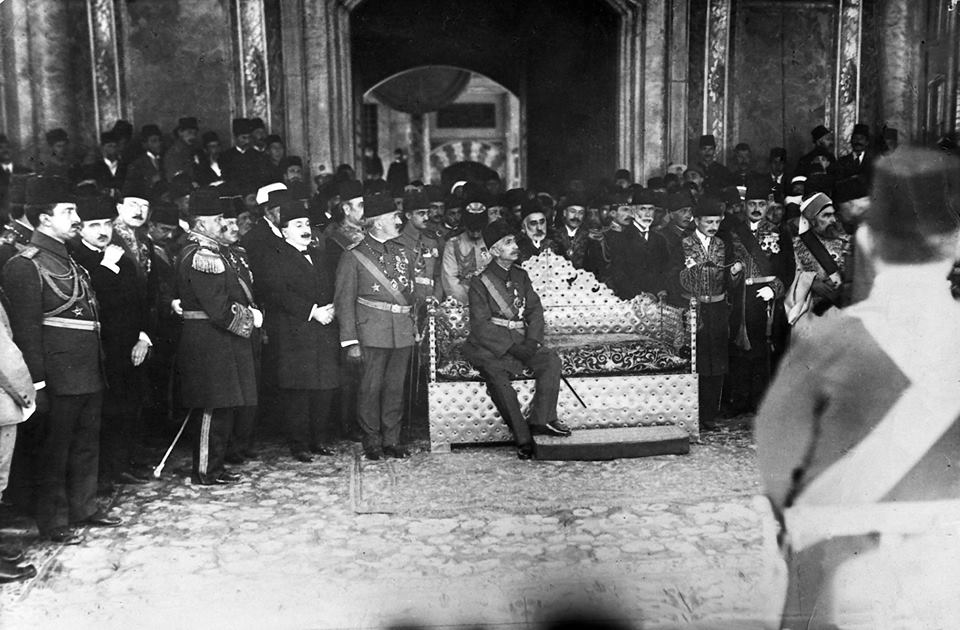

محمد ششم، سلطان وحیدالدین (ترکی عثمانی: محمد سادس یا وحید الدین‎؛ ترکی استانبولی: VI. Mehmed, Sultan Vahîdeddin یا Sultan Vahdettin)؛ ۱۴ ژانویه ۱۸۶۱ – ۱۶ مه ۱۹۲۶)، که در بین خانواده عثمان‌اوغلو به شاه بابا مشهور است، سی و ششمین و آخرین سلطان امپراتوری عثمانی بود که از ۴ ژوئیه ۱۹۱۸ تا ۱ نوامبر ۱۹۲۲ حکومت کرد. سلطنت او مقارن با فروپاشی امپراتوری عثمانی پس از جنگ جهانی اول و اعلام جمهوری ترکیه در ۲۹ اکتبر ۱۹۲۳ بود.
او برادر محمد پنجم بود و در سال ۱۹۱۶، پس از خودکشی شهزاده یوسف عزالدین (پسر سلطان عبدالعزیز)، به عنوان بزرگ‌ترین عضو مرد خاندان عثمانی، به ولیعهدی رسید. او پس از مرگ محمد پنجم به سلطنت رسید. او در ۴ ژوئیه ۱۹۱۸، به عنوان سی و ششمین سلطان، شمشیر عثمان را به کمر بست. پدرش سلطان عبدالمجید اول و مادرش گلستو خانم (۱۸۳۰–۱۸۶۵) بود. مادر او یک آبخازیایی، دختر شاهزاده طاهر بیگ چاچبا، بود و در اصل فاطما چاچبا نام داشت.
زمانی که سلطنت عثمانی در سال ۱۹۲۲ لغو شد و جمهوری سکولار ترکیه ایجاد شد، محمد از قدرت کنار رفت و تبعید شد.

## زندگی و تحصیلات
محمد ششم در ۱۴ ژانویه ۱۸۶۱ در کاخ دلمه‌باغچه استانبول متولد شد. هنگامی که محمد تنها پنج‌ماهه بود، پدرش فوت کرد و مادرش نیز در زمان چهار سالگی او درگذشت. او توسط نامادری‌اش شایسته خانم بزرگ شد و آموزش دید. او با معلمان خصوصی و شرکت در برخی از دروس مدرسه فاتح تحصیلاتش را ادامه داد. محمد روزهای سختی را با نامادری مستبد خود سپری کرد و در سن شانزده سالگی، عمارت نامادری خود را با سه خدمتکار، که از کودکی به او خدمت می‌کردند، ترک کرد. او با دایه‌ها، خدمتکاران زن و مربیان بزرگ شد و در طول سی و سه سال سلطنت برادرش سلطان عبدالحمید دوم در حرمسرای امپراتوری عثمانی زندگی می‌کرد.
نزدیکترین دوستش در دوران جوانی عبدالمجید دوم پسر عمویش، یوسف عزالدین، بود. با این حال، در سال‌های آینده، این دو پسرعمو به رقیبان سرسخت یکدیگر تبدیل شدند. شاهزاده قبل از نقل مکان به کاخ فریه مدت کوتاهی در عمارت چینگل‌کوی، متعلق به شهزاده احمد کمال الدین، زندگی می‌کرد.
در زمان سلطان عبدالحمید، محمد نزدیکترین برادر به سلطان به حساب می‌آمد. در سال‌های بعد که او به سلطنت رسید، این نزدیکی روی نگرش‌های سیاسی او مانند بیزاری شدید او از ترکان جوان و حزب اتحاد و ترقی و همدردی با انگلیسی‌ها تأثیر زیادی گذاشت.
محمد بسیار مطالعه می‌کرد و به موضوعات مختلف از جمله هنر، که سنت خانواده عثمانی بود، علاقه داشت. او دوره‌های خوشنویسی و موسیقی را گذراند و نوشتن به خط نسخ و نواختن کنون را آموخت.
او سپس به تصوف علاقه‌مند شد و در مدرسه فاتح دروس فقه و کلام اسلامی، تفسیر قرآن، حدیث و زبان‌های عربی و فارسی را دنبال کرد. او در لژ درویش احمد ضیاءالدین گوموشخان‌وی، با رهبری روحانی عمر ضیاءالدین داغستانی، حضور یافت و از پیروان فرقه نقشبندیه شد.

## سلطنت
محمد، پس از مرگ برادر ناتنی خود محمد پنجم، در ۳ ژوئیه ۱۹۱۸ به سلطنت رسید.
جنگ جهانی اول یک فاجعه برای امپراتوری عثمانی بود. نیروهای بریتانیا و متحدانش بغداد، دمشق و بیت‌المقدس را در طول جنگ تصرف کردند و بیشتر تصرفات امپراتوری عثمانی بین متحدان اروپایی تقسیم شد. در کنفرانس سانرمو در آوریل ۱۹۲۰، حاکمیت سوریه به فرانسه و حاکمیت فلسطین و بین‌النهرین به انگلستان اعطا شد. در ۱۰ اوت ۱۹۲۰، نمایندگان محمد، معاهده سور را امضا کردند که مستعمرات انگلستان و فرانسه و کشور مستقل حجاز را به رسمیت شناخت.
سلطان دولت ترکان جوان را منحل و احمد توفیق پاشا را مأمور تشکیل دولت کرد. مصطفی کمال پاشا تلگرافی به سلطان فرستاد از دولت خواست تا احمد عزت پاشا را وزیر حربیه کند. سلطان وظیفه تشکیل دولت را به پسرش احمد عزت پاشا سپرد.
دولت جدید، متشکل از اعضای حزب آزادی و اتحاد، رهبران کمیته اتحاد و ترقی، از جمله سعید حلیم پاشا، از وزیران سابق، را دستگیر کرد. محاکمه کمال بیگ، فرماندار منطقه بُغازلیان، به سرعت به پایان رسید و پس از امضای فتوا توسط سلطان، مجازات اعدام او در میدان بایزید اجرا شد.
ناسیونالیست‌های ترک معاهده سور را غیرقانونی خواندند. در ۲۳ آوریل ۱۹۲۰ در آنکارا دولت جدیدی به نام مجلس ملی بزرگ ترکیه، به رهبری مصطفی کمال پاشا، تشکیل شد. دولت جدید حکومت محمد ششم و فرمانده سلیمان شفیق پاشا، فرمانده مسئول مبارزه با مجلس ملی ترکیه، را محکوم کرد.
در ۲۲ ژوئیه ۱۹۲۰، شورای سلطنت در کاخ یلدیز تشکیل جلسه داد تا در مورد معاهده سور مشورت کنند. قرارداد سور در ۱۰ اوت ۱۹۲۰ امضا شد. از آنجایی که فرید پاشا دو ماه و نیم بعد مجبور به استعفا شد، توفیق‌پاشا، آخرین کابینه امپراتوری عثمانی را در ۲ اکتبر ۱۹۲۰ تأسیس کرد.